# Szentfa-kápolna
A Szentfa-kápolna a Visegrádi-hegységben található, Dömös község központjától 2 km-re délnyugatra. Dömösről a piros, sárga és a zöld turistajelzés vezet a kápolnához. Autóval burkolt úton is megközelíthető.

## Történet
A hagyomány szerint 1885-ben, május első vasárnapján két dömösi kisleány libákat legeltetett a falu mögötti mezőkön. Miután egy szép bükkfa alatt letelepedtek, az ég csodálatos kékre váltott, és felnéztükben Szűz Mária képét pillantották meg a fán a kis Jézussal. Mindkét alakon a Szent Korona és a fejük körül glória látszott. Egy arra járó nagyobb gyermek gyorsan a faluba szaladt. A Dömösről hamar megérkező idősebb asszonyok szintén látták a képet. A csodafa búcsújáró hellyé vált. Általában szombaton, este 9-10 óra tájban, teliholdkor volt látható a jelenés. Sokan láttak csillag glóriát a két alak feje körül, mások csak a csillagglóriát, megint mások csak csillagokat láttak.
A kápolna a csodafa emlékét őrzi a kis tisztás mellett.

## Túrázóknak
A kápolna félúton van Dömös és a Rám-szakadék (zöld jelzés), illetve Dömös és a Vadálló-kövek között (piros háromszög).

### Külső hivatkozások
- Búcsújáró helyek
- Szentfa-kápolna
- Georgius bácsi: A Dömösi Csodafa[halott link], Pázmány Péter elektronikus könyvtár